# Werner Eichhorn (Sinologe)
Werner Eichhorn (* 1. Juli 1899 im Forsthaus Theuern, Herzogtum Sachsen-Meiningen; † 30. Januar 1990 in Mössingen) war ein deutscher Sinologe.

## Leben
Eichhorn habilitierte 1937 in Bonn. Er war Dozent in Göttingen, Frankfurt, Oxford, London und Wien.
Nach dem Zweiten Weltkrieg arbeitete er an der Universität London.
Seit 1960 war er Professor an der Eberhard-Karls-Universität Tübingen und machte sich mit Arbeiten wie der Kulturgeschichte Chinas (1964), Die Religionen Chinas (1973) und Die alte chinesische Religion und das Staatskultwesen (1976) einen Namen.

## Werke
- Ein Beitrag zur Kenntnis der chinesischen Philosophie 通書 T'ûng-šû des Ceu-tsï mit Cû-hî's Kommentar. Nach dem Síng-lì tsīng-í. Chinesisch mit mandschuischer und deutscher Übersetzung und Anmerkungen. Herausgegeben von Wilhelm Grube (Kap. 1-20). Fortgeführt und beendet von Werner Eichhorn (Kap. 21-40). Asia Major, Band 8, 1932, S. 23–104, PDF
- Chou Tun-I: ein chinesisches Gelehrtenleben aus dem 11. Jahrhundert. Brockhaus [in Komm.], Leipzig 1936
- Die Westinschrift des Chang Tsai: ein Beitrag zur Geistesgeschichte der nördlichen Sung. Brockhaus, Leipzig 1937
- Chinesisches Bauernleben : drei Stücke aus dem chinesischen Landleben / Hsiung Fu-hsi. Harrassowitz, Tokyo 1938
- Chinesische Liebesnovellen. Eriksen, Bonn 1948
- Unter Blüten eine Weile. Sieben Geschichten von Liebe. Erich Röth-Verlag, Kassel 1958
- Index Sinicus : a catalogue of articles relating to China in periodicals and other collective publications ; 1920 - 1955 / John Lust. Heffer, Cambridge 1964
- Kulturgeschichte Chinas. Stuttgart, W. Kohlhammer Verlag, 1964
- Beitrag zur rechtlichen Stellung des Buddhismus und Taoismus im Sung-Staat: Übersetzung der Sektion „Taoismus und Buddhismus“ aus dem Ch'ing-Yüan T'iao-fa Shih-lei; (Ch. 50 u. 51) / Brill, Leiden 1968
- Heldensagen aus dem unteren Yangtse-Tal. Steiner [in Komm.], Wiesbaden 1969
- Die Religionen Chinas. 1973 (Die Religionen der Menschheit, Bd. 21)
- Die alte chinesische Religion und das Staatskultwesen. 1976 (Handbuch der Orientalistik, Abt. 4, Bd. 4, Abschn. 1)